# Shahrestān-e Khvānsār
Shahrestān-e Khvānsār (persiska: شهرستان خوانسار, خوانسار) är en delprovins (shahrestan) i Iran.   Den ligger i provinsen Esfahan, i den centrala delen av landet, 290 km söder om huvudstaden Teheran.
Delprovinsen hade 33 049 invånare 2016.